# Izurtza
Izurtza en basque ou Izurza en espagnol est une commune de Biscaye dans la communauté autonome du Pays basque en Espagne.
Le nom officiel de la ville est Izurtza.

## Géographie

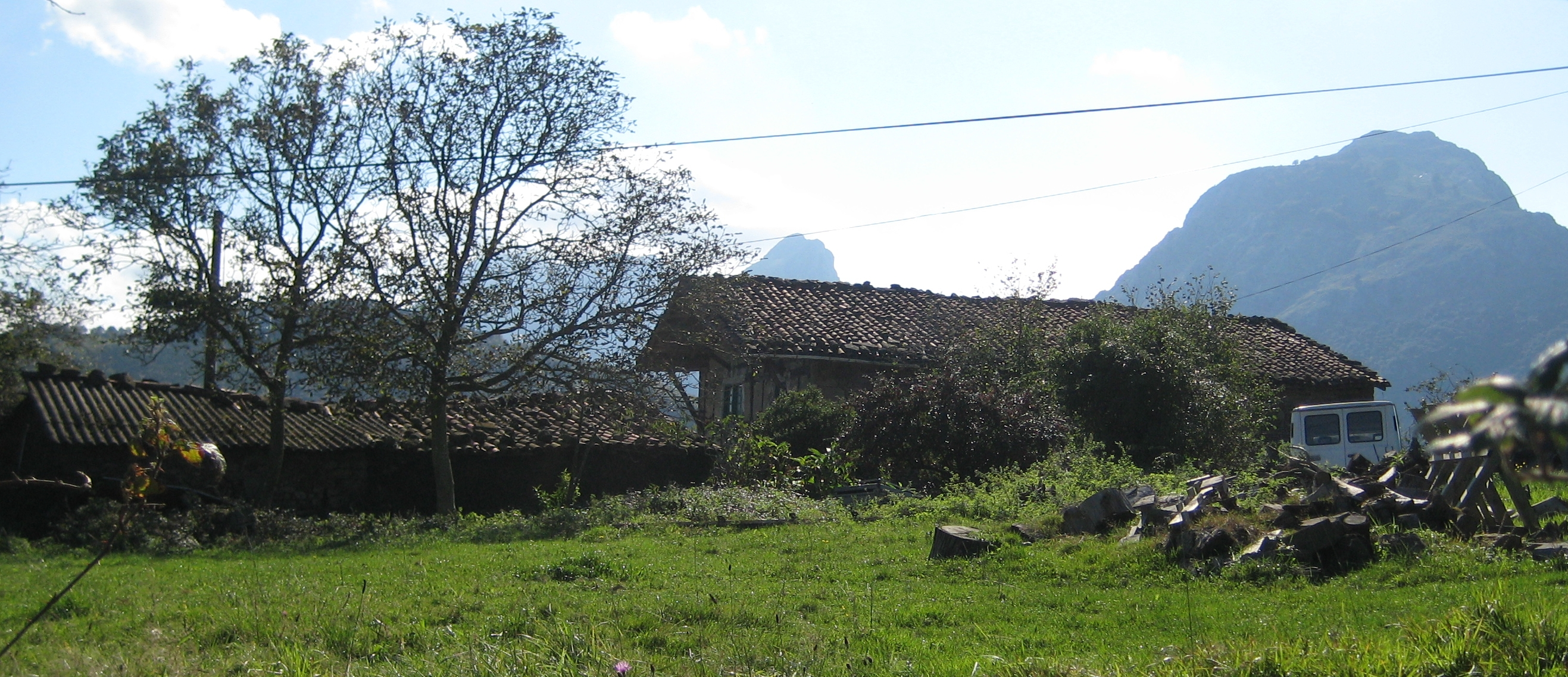
Champ et ferme Goienengoa à Bitaño

La municipalité se trouve entre les imposantes masses rocheuses calcaires du Mugarra et d'Untzillaitz et les rives de la rivière Mañaria au bord de la route qui relie Durango avec Vitoria-Gasteiz.
Izurtza est voisine des municipalités suivantes : Durango au nord, Mañaria au sud et Abadiño à l'est.
La municipalité d'Izurtza est composée du petit noyau urbain Elizalde au pied de la route[Laquelle ?] et de quelques quartiers ruraux dispersés sur les flancs des montagnes. Ces quartiers sont: Ortuzar, Etxano et Bitaño qui sont composés de groupements de fermes, (baserriak au pluriel basque), dont l'activité principale est l'agriculture et l'élevage.

## Communications
Les communications sont centrées sur la route provinciale BI-623 au bord de la municipalité. Cette route la relie avec Durango qui est la capitale de la comarque et dont est très proche, 1,5 km, où il rejoint la nationale N-634 et l'autoroute AP-8, communiquant avec Bilbao et Saint-Sébastien ainsi qu'avec la ligne de chemin de fer de voie étroite d'Euskotren Saint-Sébastien - Bilbao.

## Hydrographie
La vallée est formée par la rivière Mañaria qui la traverse pour aboutir à l'Ibaizabal à Durango. Il y a multitude de petits cours d'eau qui descendent des montagnes basques.

## Orographie
Entre les blocs calcaires gigantesques qui forment la montagne Anboto et Aramotz. Les contreforts du Mugarra offrent de petits plateaux qui permettent l'installation humaine et l'exploitation agricole, l'élevage et forestière.

## Économie
L'économie de la municipalité a été historiquement basée sur l'exploitation agricole et l'élevage. L'expansion industrielle de la moitié[Laquelle ?] du XXe siècle a fait que le secteur primaire a perdu son caractère principal pour rester dans un simple complément à l'activité industrielle.
Le secteur primaire: avec de petites exploitations familiales, se concentre sur l'agriculture et le bétail. Ses produits sont commercialisés sur les marchés de la  comarque. Il y a quelques exploitations forestières.
Le secteur industriel: a été développé avec l'implantation de nombreuses usines dans la partie inférieure de la vallée. Cette situation correspond à l'expansion de l'industrie de proche ville de Durango où travaillent beaucoup d'habitants de l'elizate.
Le secteur des services: est très réduit. La proximité avec Durango et Bilbao fait que les services sont situés dans ces municipalités.

## Histoire
Comme dans toutes les elizates, ses origines se perdent dans le temps et se confondent avec celles de la Tierra Llana de Biscaye.
La légende dit que la maison-tour d'Etxaburu, seigneur de ces terres, a été commandée par l'empereur romain Antonin le Pieux. Cette maison-tour est celle qui apparaît dans le blason de l'elizate et sa construction s'est effectuée sur un rocher qui abrite une petite grotte. La légende dit que dans cette grotte vivait un sanglier dangereux qui menaçait tous les habitants et ce fut le seigneur d'Etxaburo, qui avec l'aide de ses chiens, l'a tué. En mémoire de ce fait, elle a été construite là. Il y a des preuves que cette maison-tour a été détruite sur l'ordre de Henri IV et construite de nouveau au XVIe siècle par Sancho López de Ibargüen. Dans ce siècle on a aussi construit l'église paroissiale consacrée à l'évêque San Nicolas. L'église a été construite par mandat des seigneurs d'Etxaburo et d'Izurtza.
Il faisait partie de la mérindade de Durango, il avait le siège et vote au nombre de 11 dans les Juntes de Guerediaga et était régie par un fidèle.
Entre 1427 et 1443 ont été marqués les limites municipales, non sans litige avec leurs voisins Durango et de Mañaria.
La situation caractéristique d'Izurtza a fait que sa population ait été stable dans le temps. L'émigration à la tête régionale proche et l'immigration d'un certain romantisme à la recherche d'environnements ruraux proches des villes a maintenu celle-ci autour des 250 âmes.

## Le drapeau
En 1937 on[Qui ?] a perdu l'ancien drapeau de l'elizate. En 1967 on[Qui ?] a confectionné un nouveau drapeau pour le groupe de danse, ce drapeau a été d'une conception nouvelle, sans tenir compte de son histoire. On[Qui ?] a fait un drapeau de carrés bleus, blancs, des roses et rouges placés en diagonale. Ce drapeau a été accepté par la corporation municipale en 1994 en mettant le blason de l'elizate dans le centre. En 1985 on a essayé de récupérer le drapeau historique en se basant sur des photographies et des mémoires des habitants plus âgés, mais la tentative n'a pas abouti.

## Patrimoine

### Patrimoine civil
Izurtza a quelques maisons tours remarquables, dont la déjà nommée d'Etxaburu et celle d'Izurtza ou de Bekotorre.
- Maison grille d'Etxaburu : d'origine incertaine, quelques-uns lui attribuent une origine romaine, cette construction a les plans typiques de la maison tour biscaïenne. Sa situation sur un promontoire contrôlant tout son environnement lui donne de l'importance et de la personnalité. Elle a été détruite par  Henri IV dans le contexte de la guerre des bandes[3] et a été reconstruite au XVIe siècle.
- Maison tour Izurza ou de Bekotorre : située près du centre urbain, a logé le tribunal et l'audition d'un de des deux Archiprêtre de Biscaye.

### Patrimoine religieux
Il y a aussi quatre ermitages outre l'église paroissiale.
- Église paroissiale de San Nicolás Obispo : construite au début du XVIe siècle par les seigneurs d'Izurtza et d'Atxaburu. À l'intérieur il est à souligner le chœur de style  mudéjar.

### Sources
- (es) Cet article est partiellement ou en totalité issu de l’article de Wikipédia en espagnol intitulé « Izurza » (voir la liste des auteurs).